# Сельское поселение посёлок имени Гастелло
Се́льское поселе́ние «посёлок имени Гастелло» — упразднённое муниципальное образование в Тенькинском районе Магаданской области Российской Федерации.
Административный центр — посёлок Транспортный.

## История
Статус и границы сельского поселения установлены Законом Магаданской области от 28 декабря 2004 года № 512-ОЗ «О границах и статусе муниципальных образований в Магаданской области».
Законом Магаданской области от 8 апреля 2015 года № 1887-ОЗ, 1 мая 2015 года городское поселение «посёлок Усть-Омчуг», сельские поселения «посёлок Омчак», «посёлок им. Гастелло» и «посёлок Мадаун» объединены в муниципальное образование «Тенькинский городской округ» с административным центром в посёлке Усть-Омчуг.

## Население
| 2010 | 2012 | 2013 | 2014 | 2015 |
| ---- | ---- | ---- | ---- | ---- |
| 247  | ↘225 | ↘209 | ↘195 | ↘182 |

## Состав сельского поселения
| № | Населённый пункт       | Тип населённого пункта          | Население |
| - | ---------------------- | ------------------------------- | --------- |
| 1 | Посёлок имени Гастелло | посёлок                         | ↘24       |
| 2 | Транспортный           | посёлок, административный центр | ↗95       |